# Нокун, Катарина
Катарина Нокун (род.1986 г., пол. Katarzyna Nocuń) — польско-немецкая политик и автор, которая, с мая 2013 года по октябрь 2016 года, являлась политическим координатором партии пиратов Германии.

## Биография
Нокун родилась в Польше в 1986 году, но выросла в Германии. Мать Катарины — администратор базы данных, отец — менеджер проекта в IT. После сдачи абитуры в Везеле в 2006 году она изучала политику и бизнес в Университете Мюнстера, впоследствии изучая политику, экономику и философию в Университете Гамбурга. Стала бакалавром искусств. До декабря 2012 года она работала в качестве сотрудника по вопросам цифровых прав потребителей в Федерации немецких потребительских организаций. В настоящее время она является редактором для Netzwelt, информационного сайта, связанного с технологиями, и завершает заочное обучение в сфере информационных наук.
Нокун имеет немецкие и польские корни.

### Политическая карьера
Нокун присоединилась к партии пиратов Германии в марте 2012 года. Она была вторым кандидатом в партийном списке на государственных выборах в 2013 году в Нижней Саксонии, и она снова появилась в качестве второго кандидата в партийном списке на федеральных выборах 2013 года. Она является экспертным представителем защиты данных в партии пиратов Германии. С 2010 года она была частью независимой рабочей группы по сохранению данных, участвовала в демонстрациях 2010/2011 года «Свобода, нет страху», а с 2011 года работала с переписью рабочей группы.
10 мая 2013 года она была выбрана политическим координатором партии пиратов Германии с 81,7 процента голосов.
5 октября 2016 года Нокун ушла из партии пиратов Германии.